# Acacia microneura
Acacia microneura é uma espécie de leguminosa do gênero Acacia, pertencente à família Fabaceae.